# 渡辺色
渡辺 色（わたなべ いろ、2002年5月28日 - ）は、日本の俳優である。
東京都出身。ミシェルエンターテイメント所属。慶應義塾大学文学部卒業。

## 略歴
高校時代に映画『共喰い』を観て、菅田将暉の演技に衝撃を受けたことが、俳優という仕事に興味を持つきっかけとなった。幼少期から絵を描いたり文章を書いたりと、表現することが好きだったが、この映画を通じて「役者」という幅広い表現方法に魅力を感じ、俳優を志すようになった。
しかし、在学していた高校では芸能活動が禁止されており、大学受験も控えていたため、大学進学後に事務所オーディションを積極的に受けることを決意する。。
慶應義塾大学の一般入試を、現役で合格するだけの知能で知られる。
自身について、「幼少期にSEKAI NO OWARI と出会ったことが現在の価値観を形成した」と語る。

## 人物
周囲からは寡黙で何を考えているのかわからないと言われることが多い。
特技はドラム、サッカー、空手。
趣味は古着屋巡り、ラジオ、漫才研究、美術館巡り。
ポムポムプリンを推す様子をSNSで発信しており、「いつかコラボするのが夢」と語る。
ライチ☆光クラブのファンとしても知られ、卒業式には当作品のブローチを付けて参列した。

## 出演

### テレビドラマ
- スイートモラトリアム（2023年、TBSテレビ）[3]
- アンメット ある脳外科医の日記（2024年、フジテレビ系列）[3]
- 御上先生（2025年1月19日 - 3月23日、TBSテレビ）伊原宙 役[4][5]

### バラエティ
- ウルトラマンDASH（日本テレビ）[3]
- いくらかわかる金？（TBS）

### ネット配信
- 仮面ライダーBLACK SUN（2022年、Amazon Prime Video）[3]
- First Love 初恋（2022年、Netflix）[3]
- ワカテノシテン（2024年、Newspicks）[3]

### CM
- 花王「UNLICS」[3]
- 日本マクドナルド「ビックマックなんて篇」[3]
- 原子力発電環境整備機構[3]
- 花王「ソフニングクリアバーム」how to 動画[3]
- 花王「スタニングオーラウェア」[3]
- アラクス「ノーシンピュア」[3]
- 「東京喰種EX.」コンセプトティザー[3]
- Play Station[3]
- メントス[3]

### ミュージックビデオ
- TOMOO「1st LIVE TOUR 2022-2023"BEAT"」（2023年）[3]
- 手島章斗「ハナレバナレ。」（2023年）[3]
- 田所あずさ「プライベート・ルーム」（2023年）[3]
- SUPER BEAVER「決心」（2023年）[3]
- 小夜中「アイス」（2023年）[3]
- CLAN QUEEN「天使と悪魔」（2023年）[3]
- おいしくるメロンパン「フランネル」（2024年）[3]
- 菅原圭「深香」（2024年）[3]
- 廻花「スタンドバイミー」（2024年）[3]
- 廻花「転校生」（2024年）[3]
- 紫今「ウワサのあの子」（2025年）[6]
- 花譜・CHiCO「Story Tellers」（2025年）
- 花譜・CHiCO「撃って」（2025年）